# LPGA武富士クラシック
LPGA武富士クラシックは、アメリカ合衆国・ネバダ州ラスベガス郊外のザ・ラスベガスカントリークラブで開催されていたLPGAツアーの一つ。
大会当初はハワイで行われていたが、2003年から現在の場所に変更された。なお、大会は数少ない3日制で実施され、木・金に予選、土曜日に決勝ラウンドが行われていたが、消費者金融大手の業績悪化が相次いだことなどを理由に2006年大会を最後に幕を閉じた。
| 年     | 優勝者               | 国             | スコア    | 会場                           | 賞金総額   | 優勝賞金 |
| ------ | -------------------- | -------------- | --------- | ------------------------------ | ---------- | -------- |
| 2006年 | ロレーナ・オチョア   | メキシコ       | 197 (-6)  | ザ・ラスベガスカントリークラブ | $1,100,000 | $165,000 |
| 2005年 | ウェンディ・ウォード | アメリカ合衆国 | 278 (-6)  | ザ・ラスベガスカントリークラブ | $1,100,000 | $165,000 |
| 2004年 | クリスティー・カー   | アメリカ合衆国 | 209 (-7)  | ザ・ラスベガスカントリークラブ | $1,100,000 | $165,000 |
| 2003年 | キャンディー・コン   | 台湾           | 204 (-12) | ザ・ラスベガスカントリークラブ | $1,100,000 | $165,000 |
| 2002年 | アニカ・ソレンスタム | スウェーデン   | 196 (-14) | ワイコロア・ビーチリゾート     | $900,000   | $135,000 |
| 2001年 | ローリー・ケーン     | カナダ         | 205 (-11) | コナ・カントリークラブ         | $850,000   | $127,500 |
| 2000年 | カリー・ウェブ       | オーストラリア | 207 (-9)  | コナ・カントリークラブ         | $900,000   | $120,000 |